# Draft 1962 de la NBA
1961 1963
La draft 1962 de la NBA est la 16e draft de la National Basketball Association (NBA), se déroulant en amont de la saison 1962-1963. Elle s'est tenue le 26 mars 1962 à New York. Elle est organisée en 16 tours et 102 joueurs ont été sélectionnés,.
Lors de cette draft, 9 équipes de la NBA choisissent à tour de rôle des joueurs évoluant au basket-ball universitaire américain. Un joueur qui a terminé son cursus de quatre ans à l’université est admissible à la sélection. Si un joueur quitte l’université plus tôt, il n'est pas éligible pour la sélection jusqu’à ce qu'il ait obtenu son diplôme. Les deux premiers choix de la draft se décident entre les deux équipes arrivées dernières de leur division lors de la saison 1961-1962. Les équipes NBA avaient la possibilité, avant la draft, de sélectionner un joueur qui venait d'un lycée à moins de 80 kilomètres de la ville et abandonnèrent alors leur premier choix, il s'agit du territorial pick.
Les Packers de Chicago ont été renommés sous le nom de Zephyrs de Chicago. De plus, les Warriors de Philadelphie déménagent à San Francisco et deviennent les Warriors de San Francisco juste avant le début de la saison régulière.
Bill McGill est sélectionné en première position de cette draft, par les Zephyrs de Chicago. C'est un autre joueur des Zephyrs qui remporte de titre de NBA Rookie of the Year, s'agissant de Terry Dischinger, sélectionné au second tour en 8e position.
Jerry Lucas rejoint une ligue rivale, l'American Basketball League et les Pipers de Cleveland en 1962 à sa sortie de l'université et est obligé d'attendre un an pour rejoindre la NBA et les Royals de Cincinnati, où il remporte le titre de NBA Rookie of the Year, lors de la saison 1963-1964, devenant le premier joueur de la NBA à obtenir cette distinction une année suivant sa draft.
Elle a vu la sélection de quatre joueurs « Hall-of-Famers » entre le territorial pick et le premier tour, avec Dave DeBusschere, Jerry Lucas, Zelmo Beaty et John Havlicek. De plus, Chet Walker, sélectionné en 12e choix au second tour, est intonisé au Basketball Hall of Fame.

## Draft
| ^ | Signale un joueur qui a été intronisé au Basketball Hall of Fame                        |
| + | Signale un joueur qui a été sélectionné pour au moins un match annuel NBA All-Star Game |
| R | Signale le joueur qui a remporté le titre de NBA Rookie of the Year                     |

### Territorial pick
| Rang | Joueur            | Nationalité | Équipe NBA           | Université/Lycée/Club |
| ---- | ----------------- | ----------- | -------------------- | --------------------- |
| TP   | Dave DeBusschere^ | États-Unis  | Pistons de Détroit   | Detroit               |
| TP   | Jerry Lucas^ R    | États-Unis  | Royals de Cincinnati | Ohio State            |

### Premier tour
| Rang | Joueur          | Nationalité | Équipe NBA               | Université/Lycée/Club |
| ---- | --------------- | ----------- | ------------------------ | --------------------- |
| 1    | Bill McGill     | États-Unis  | Zephyrs de Chicago       | Utah                  |
| 2    | Paul Hogue      | États-Unis  | Knicks de New York       | Cincinnati            |
| 3    | Zelmo Beaty^    | États-Unis  | Hawks de Saint-Louis     | Prairie View          |
| 4    | Len Chappell+   | États-Unis  | Nationals de Syracuse    | Wake Forest           |
| 5    | Wayne Hightower | États-Unis  | Warriors de Philadelphie | Kansas                |
| 6    | Leroy Ellis     | États-Unis  | Lakers de Los Angeles    | Saint John's          |
| 7    | John Havlicek^  | États-Unis  | Celtics de Boston        | Ohio State            |

### Deuxième tour
| Rang | Joueur              | Nationalité | Équipe NBA               | Université/Lycée/Club |
| ---- | ------------------- | ----------- | ------------------------ | --------------------- |
| 8    | Terry Dischinger+ R | États-Unis  | Zephyrs de Chicago       | Purdue                |
| 9    | John Rudometkin     | États-Unis  | Knicks de New York       | USC                   |
| 10   | Bob Duffy           | États-Unis  | Hawks de Saint-Louis     | Colgate               |
| 11   | Kevin Loughery      | États-Unis  | Pistons de Détroit       | Saint John's          |
| 12   | Chet Walker^        | États-Unis  | Nationals de Syracuse    | Bradley               |
| 13   | Bud Olsen           | États-Unis  | Royals de Cincinnati     | Louisville            |
| 14   | Hubie White         | États-Unis  | Warriors de Philadelphie | Villanova             |
| 15   | Gene Wiley          | États-Unis  | Lakers de Los Angeles    | Wichita State         |
| 16   | Jack Foley          | États-Unis  | Celtics de Boston        | Holy Cross            |

### Troisième tour

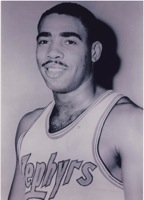
Charles Hardnett sous le maillot des Zephyrs en 1962

| Rang | Joueur            | Nationalité | Équipe NBA               | Université/Lycée/Club |
| ---- | ----------------- | ----------- | ------------------------ | --------------------- |
| 17   | Don Nelson        | États-Unis  | Zephyrs de Chicago       | Iowa                  |
| 18   | Bobby Rascoe      | États-Unis  | Knicks de New York       | Western Kentucky      |
| 19   | Charles Hardnett  | États-Unis  | Hawks de Saint-Louis     | Grambling             |
| 20   | Harold Hudgens    | États-Unis  | Pistons de Détroit       | Texas Tech            |
| 21   | Porter Meriwether | États-Unis  | Nationals de Syracuse    | Tennessee State       |
| 22   | Chris Appel       | États-Unis  | Royals de Cincinnati     | USC                   |
| 23   | Dave Fedor        | États-Unis  | Warriors de Philadelphie | Florida State         |
| 24   | John Green        | États-Unis  | Lakers de Los Angeles    | UCLA                  |
| 25   | Jim Hadnot        | États-Unis  | Celtics de Boston        | Providence            |

### Note
1. ↑  Jerry Lucas rejoint une ligue rivale, l'American Basketball League (ABL) et les Pipers de Cleveland en 1962 à sa sortie de l'université. Le propriétaire des Pipers décide au dernier moment de rejoindre la NBA, mais il en est empêché par l'ABL qui le poursuit en justice. Coincé par son contrat, Jerry est obligé d'attendre un an pour rejoindre la NBA et les Royals de Cincinnati où il remporte le titre de NBA Rookie of the Year en 1964, soit une saison après sa sélection de draft.